# Benthamielleae
Tribu
La tribu des Benthamielleae est une tribu de plantes de la sous-famille des Solanoideae dans la famille des Solanaceae. 

## Liste des genres et espèces
Selon NCBI (27 avr. 2016) :
- genre Benthamiella
  - Benthamiella azorella
  - Benthamiella patagonica
  - Benthamiella skottsbergii
- genre Combera
  - Combera paradoxa
- genre Pantacantha
  - Pantacantha ameghinoi
- genre Reyesia
  - Reyesia parviflora